# Gua
Gua é uma vila no distrito de Pashchimi Singhbhum, no estado indiano de Jharkhand.

## Geografia
Gua está localizada a 22° 12′ N, 85° 23′ L. Tem uma altitude média de 435 metros (1427 pés).

## Demografia
Segundo o censo de 2001, Gua tinha uma população de 10 891 habitantes. Os indivíduos do sexo masculino constituem 52% da população e os do sexo feminino 48%. Gua tem uma taxa de literacia de 63%, superior à média nacional de 59,5%: a literacia no sexo masculino é de 74% e no sexo feminino é de 50%. Em Gua, 14% da população está abaixo dos 6 anos de idade.